# Sagina sabuletorum
Sagina sabuletorum là loài thực vật có hoa thuộc họ Cẩm chướng. Loài này được (J.Gay) Lange miêu tả khoa học đầu tiên năm 1864.